# Grüne Zitadelle von Magdeburg

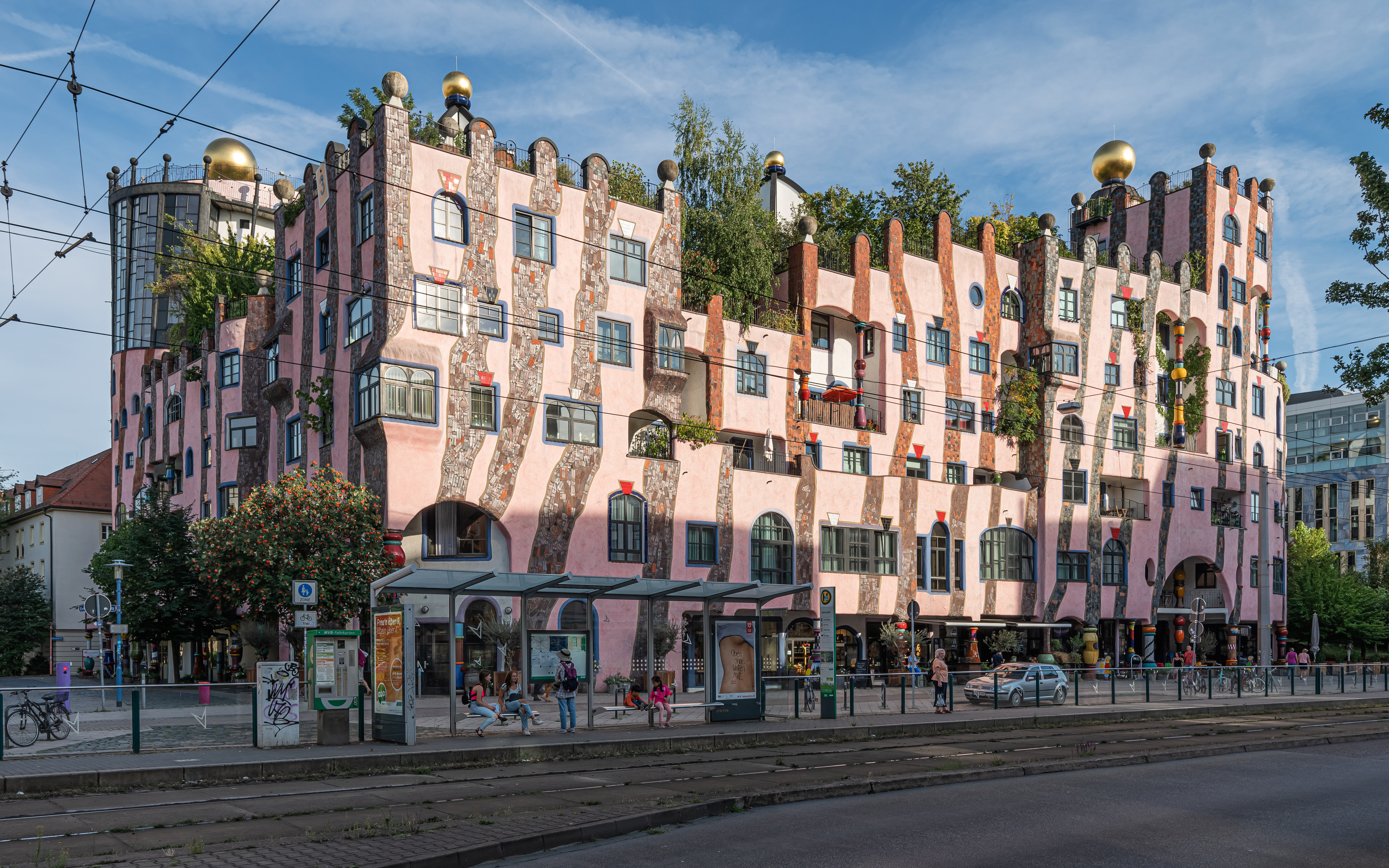
Grüne Zitadelle

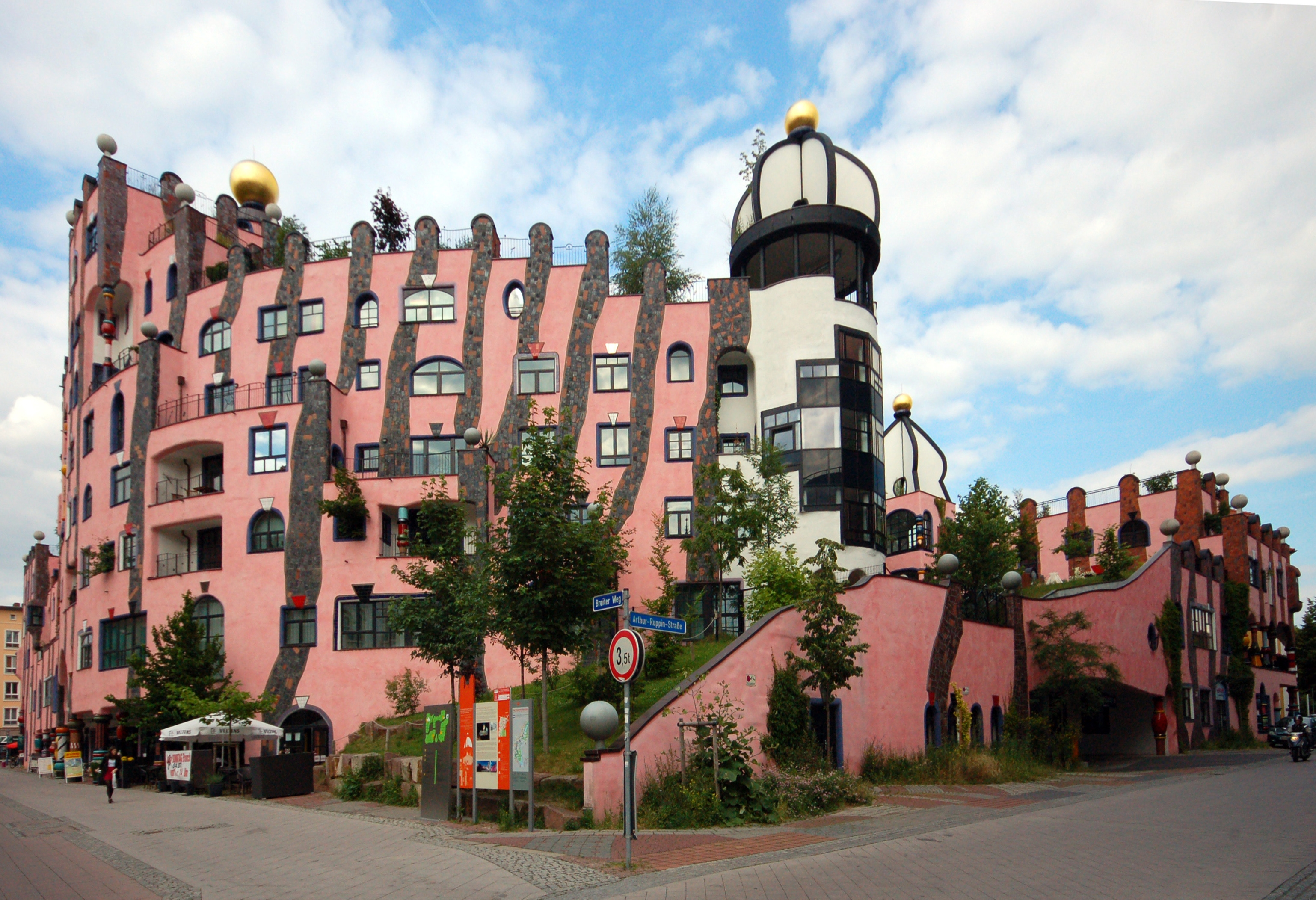
Grüne Zitadelle (2010)

Die Grüne Zitadelle ist ein von Friedensreich Hundertwasser entworfenes Gebäude in Magdeburg. Fertiggestellt wurde es im Jahr 2005. Es handelt sich dabei um eines der letzten Projekte, an denen Hundertwasser vor seinem Tod im Jahr 2000 arbeitete. Mit der Hundertwasserschule in der Lutherstadt Wittenberg hat er ein weiteres Gebäude in Sachsen-Anhalt künstlerisch gestaltet.

## Lage
Das Haus befindet sich in der Innenstadt am Breiten Weg in unmittelbarer Nähe des Domplatzes und des Landtages. Östlich des Hauses verläuft die Kreuzgangstraße. Der Bau an dieser Stelle war umstritten. Beteiligt waren die im Eigentum des katholischen Bistums stehende Gero AG als Bauherr und die MBN Montage-Bau GmbH, Magdeburg, als Generalunternehmer. Die künstlerische Oberleitung oblag der von Hundertwasser gegründeten Gruener Janura AG, Wien, vertreten durch den Nachlassverwalter Joram Harel und den Architekten Heinz M. Springmann. Die Kosten beliefen sich auf etwa 27 Millionen Euro.

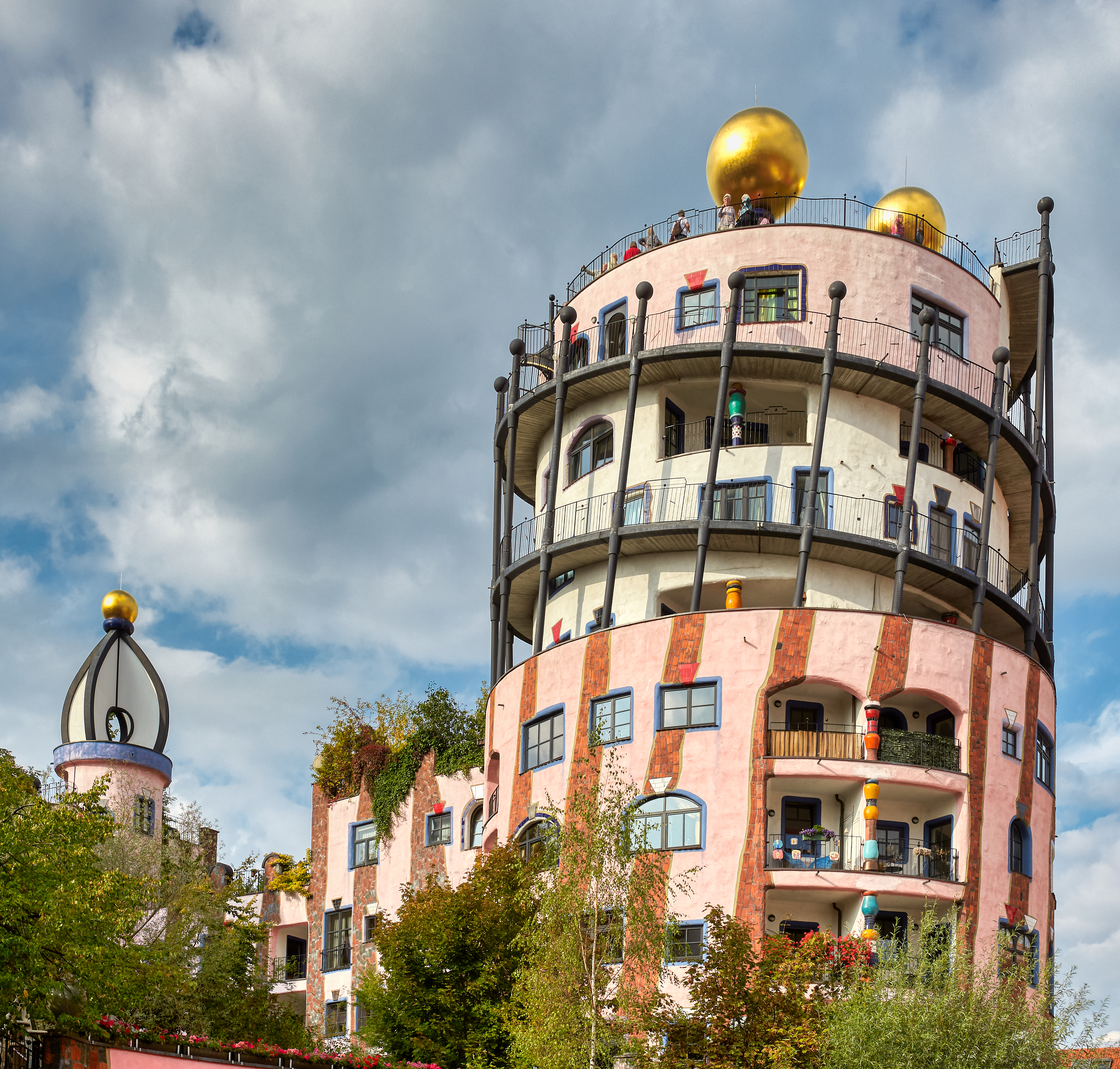
Turm an der Ostseite
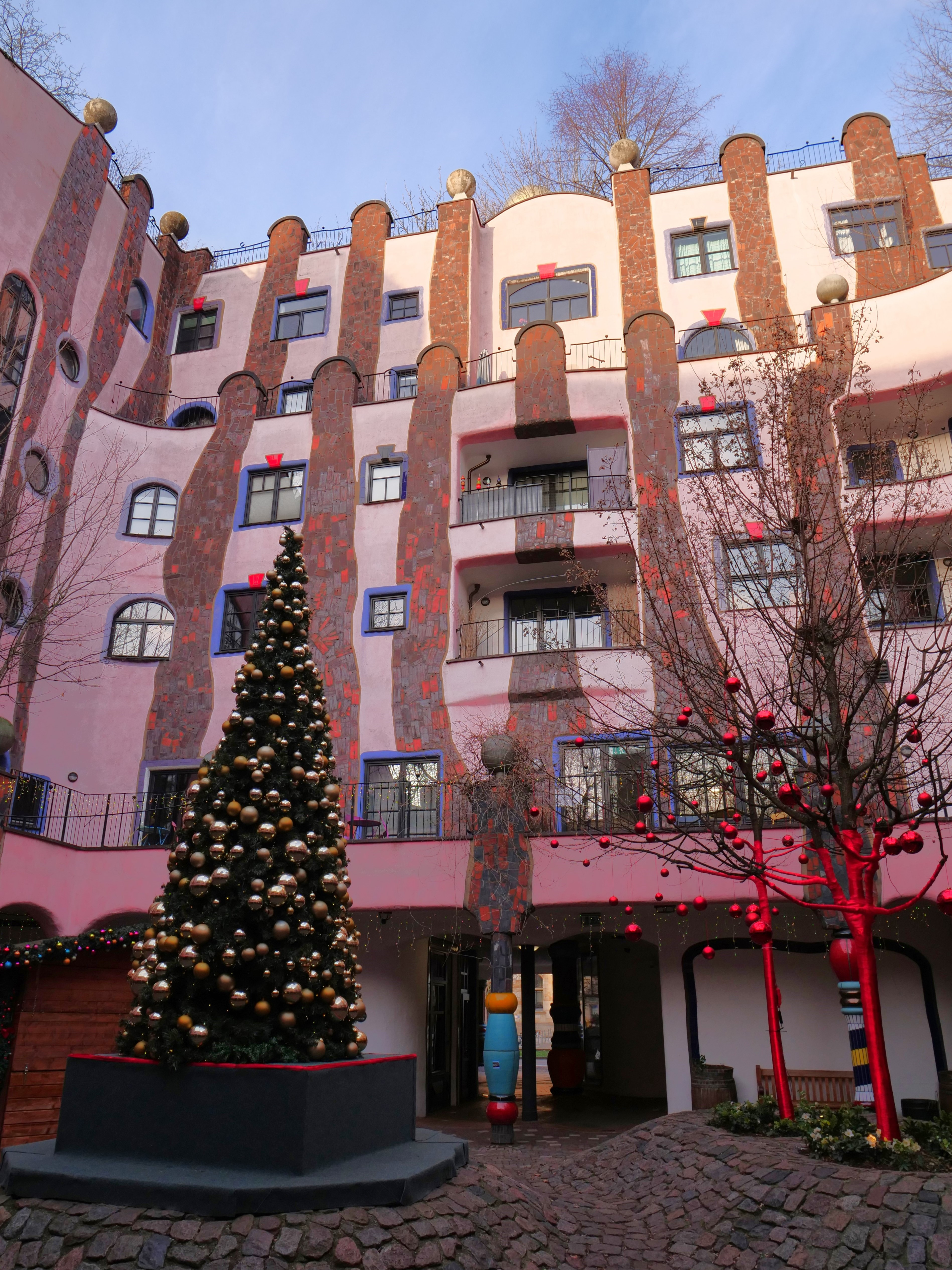
Innenhof mit Weihnachtsdekoration
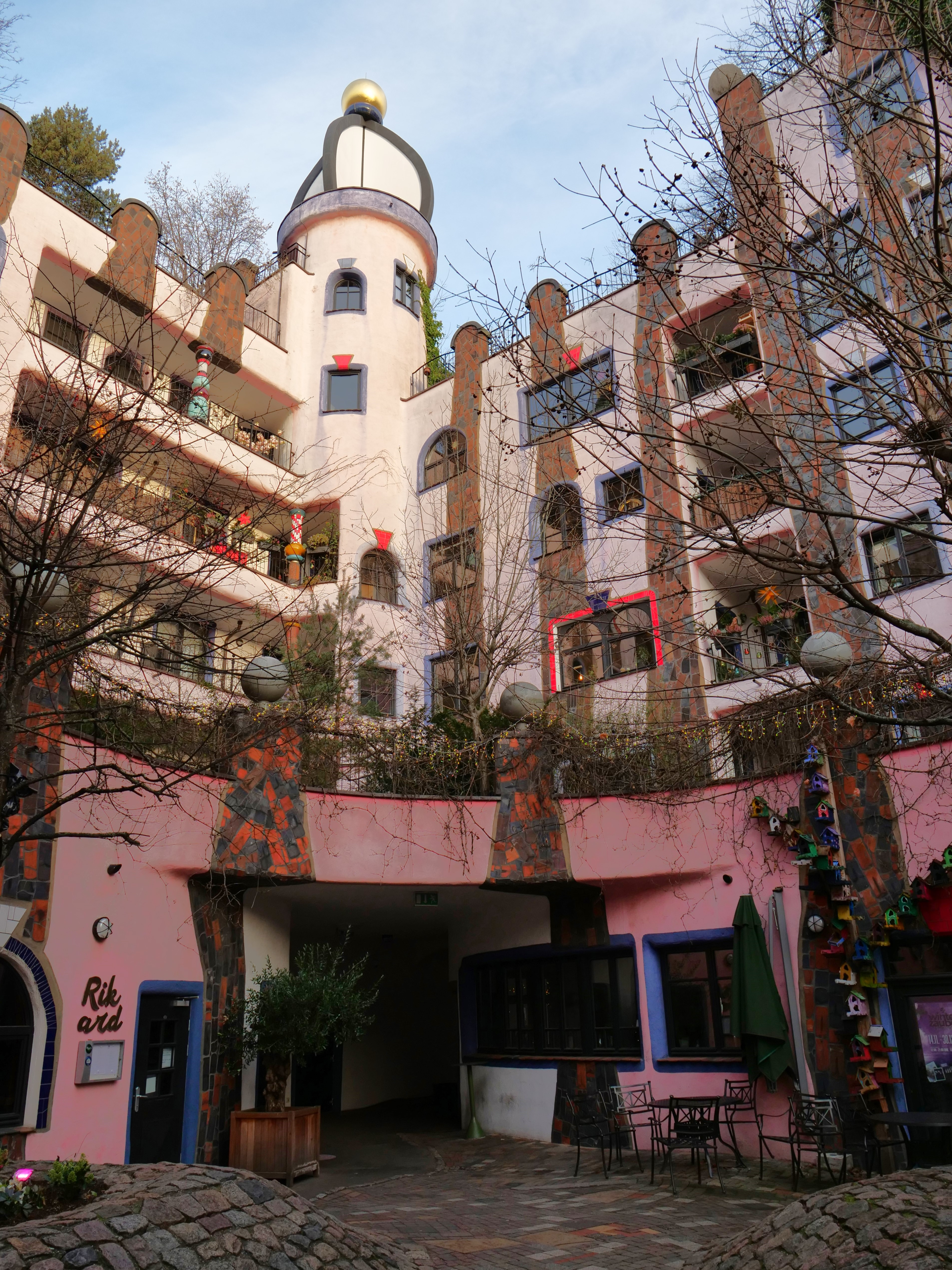
Innenhof mit Turmansicht
Flurgestaltung
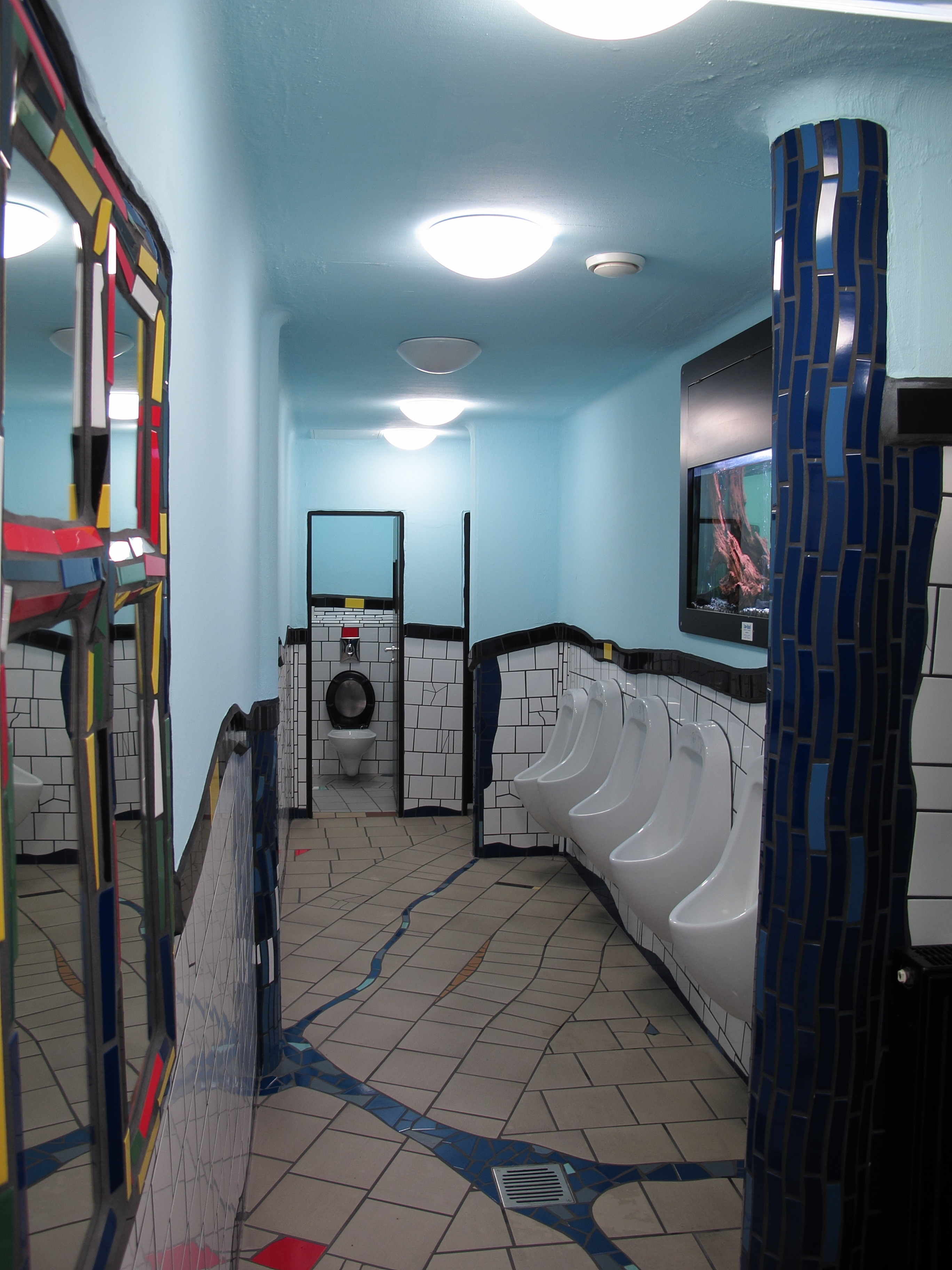
Das im Stil passende öffentliche WC

## Geschichte
Am Ort der heutigen Grünen Zitadelle standen bis zum Abriss 1959 die Nikolaikirche und die durch Bombardierung im Zweiten Weltkrieg zerstörte umgebende Bebauung Kreuzgangstraße 7, 10 und 11. Die Kirche wurde nach der Profanierung 1810 als Zeughaus genutzt. In den 1970er Jahren folgte auf der Brachfläche ein Wohnhaus im Plattenbau. Rolf Opitz, der damalige Vorsitzende der Wohnungsbaugenossenschaft Stadt Magdeburg von 1954, hatte 1995 die Idee, bei Hundertwasser anzufragen. Er schlug vor, das Plattenbauhaus im Hundertwasser-Stil umzugestalten, was dem Künstler schon bei anderen Gebäuden gelungen war. Hundertwasser erklärte sich bereit, jedoch wurde später wegen des größeren Gestaltungsspielraums ein Neubau errichtet. Die Planung erfolgte durch die Architekten Peter Pelikan (Entwurf) und Heinz M. Springmann (Ausführung).

## Nutzung
Die Nutzfläche beträgt 11.300 m². Im Erdgeschoss befinden sich mehrere Läden, ein Café und ein Restaurant. Unter anderem steht hier in der „Information in der Grünen Zitadelle“ auch das originale Baumodell. Im Gebäude befindet sich das Theater, ein ART-Hotel und die Kindertagesstätte „FriedensReich“. In den oberen Etagen des Hauses befinden sich 53 Wohnungen sowie Praxen und Büros.

## Besonderheiten
- Die Grüne Zitadelle umschließt zwei Innenhöfe, im größeren gibt es einen Springbrunnen.
- Aus keinem der Fenster sieht man zwei Fenster mit der gleichen Form.
- Der Name des Hauses hat seine Grundlage im grasbewachsenen Dach. Zudem befindet sich eine große Anzahl Bäume auf, im und am Gebäude. Einige wurden auf dem Dach gepflanzt und andere wurzeln an den Außenwänden der Wohnungen. Diese „Baummieter“ befinden sich in der Obhut des jeweiligen Mieters und werden von diesem gepflegt.
- Nach der Fertigstellung soll in den äußeren Zustand des Hauses möglichst nicht mehr eingegriffen werden. Durch das Wachsen der Bäume und das Verblassen der Außenfarbe soll es sich verändern und das Gefühl des Alterns eines Bauwerks vermitteln.
- Die Mieter haben das Fensterrecht, sie dürfen – soweit Arm und Pinsel reichen – die Fassade um ihre Fenster herum gestalten. Jedoch haben bisher nur zwei Mieter Gebrauch von diesem Recht gemacht: auf der Südseite des Hauses ein kleines Mosaik und ein weiteres auf der Westseite.
- In verschiedene Geländer des Gebäudes sind symbolisch einige der Werkzeuge eingearbeitet, mit denen die Handwerker gearbeitet haben.